# Поиск по краям
В информатике поиск по краям (англ. fringe search) — это алгоритм поиска по графу, который находит путь с наименьшей стоимостью от заданного начального узла до одного целевого узла.
По сути, поиск по краям — это золотая середина между алгоритмом поиска A* и вариантом итеративного углубления A* (IDA*).
Если g(x) — стоимость пути поиска от первого узла до текущего, а h(x) — эвристика оценки стоимости от текущего узла до цели, тогда ƒ(x) = g(x) + h(x) — фактическая стоимость пути к цели. Рассмотрим IDA*, который выполняет рекурсивный слева направо поиск в глубину от корневого узла, останавливая рекурсию, как только цель будет найдена или узлы достигнут максимального значения ƒ. Если цель не найдена на первой итерации ƒ, итерация затем увеличивается, и алгоритм выполняет поиск снова. То есть, он повторяется на итерациях.
У IDA* есть три основных недостатка. Во-первых, IDA* будет повторять состояния при наличии нескольких (иногда неоптимальных) путей к целевому узлу - это часто решается путём сохранения кеша посещённых состояний. Изменённый таким образом IDA* обозначается как IDA* с расширенной памятью (ME-IDA*), поскольку она использует некоторую память. Кроме того, IDA* повторяет все предыдущие операции поиска снова и снова, что необходимо для работы без хранилища. Сохраняя листовые узлы предыдущей итерации и используя их в качестве начальной позиции следующей, эффективность IDA* значительно повышается (в противном случае на последней итерации он всегда должен был бы посещать каждый узел в дереве).
Поиск по краям реализует эти улучшения в IDA*, используя структуру данных, состоящую более или менее из двух списков для итерации по границе или по краю дерева поиска. Один список «сейчас» хранит текущую итерацию, а другой список «позже» хранит ближайшую следующую итерацию. Таким образом, корневой узел дерева поиска «сейчас» является корнем, а «позже» — пустым. Затем алгоритм выполняет одно из двух действий: Если ƒ(голова) больше порогового значения, удаляет голову из «сейчас» и добавляет его в конец «позже», то есть сохраняет голову для следующей итерации. В противном случае, если ƒ(голова) меньше или равняется пороговому значению, разворачивает и отбрасывает голову, рассматривает его потомственные элементы, добавив их в начало «сейчас». В конце итерации пороговое значение увеличивается, список «позже» становится списком «сейчас» и опустошается.
Важное различие между  поиск по краям и A* состоит в том, что содержимое списков в поиске по краям необязательно должно быть отсортировано — это значительный выигрыш по сравнению с A*, который требует зачастую дорогостоящего поддержания порядка в его открытом списке. Однако поиск по краям должен будет посещать, в отличие от A*, одни и те же узлы неоднократно, но стоимость каждого такого посещения постоянна по сравнению с логарифмическим временем сортировки списка в A* в худшем случае.

## Псевдокод
Реализация обоих списков в одном двусвязном списке, где узлы, предшествующие текущему узлу, являются частью «позже», а всё остальное — списком «сейчас». Используя массив предварительно выделенных узлов в списке для каждого узла в сетке, время доступа к узлам в списке сокращается до постоянного. Точно так же массив маркеров позволяет выполнять поиск узла в списке за постоянное время. g сохраняется как хеш-таблица, а последний массив маркеров сохраняется для постоянного поиска того, был ли ранее посещён узел и действительна ли запись в кэше.
```
init
(
start
,
 
goal
)

    
fringe
 
F
 
=
 
s

    
cache
 
C
[
start
]
 
=
 
(
0
,
 
null
)

    
flimit
 
=
 
h
(
start
)

    
found
 
=
 
false

    
while
 
(
found
 
==
 
false
)
 
AND
 
(
F
 
not
 
empty
)

        
fmin
 
=
 
∞

        
for
 
node
 
in
 
F
,
 
from
 
left
 
to
 
right

            
(
g
,
 
parent
)
 
=
 
C
[
node
]

            
f
 
=
 
g
 
+
 
h
(
node
)

            
if
 
f
 
>
 
flimit

                
fmin
 
=
 
min
(
f
,
 
fmin
)

                
continue

            
if
 
node
 
==
 
goal

                
found
 
=
 
true

                
break

            
for
 
child
 
in
 
children
(
node
),
 
from
 
right
 
to
 
left

                
g_child
 
=
 
g
 
+
 
cost
(
node
,
 
child
)

                
if
 
C
[
child
]
 
!=
 
null

                    
(
g_cached
,
 
parent
)
 
=
 
C
[
child
]

                    
if
 
g_child
 
>=
 
g_cached

                        
continue

                
if
 
child
 
in
 
F

                    
remove
 
child
 
from
 
F

                
insert
 
child
 
in
 
F
 
past
 
node

                
C
[
child
]
 
=
 
(
g_child
,
 
node
)

            
remove
 
node
 
from
 
F

        
flimit
 
=
 
fmin

    
if
 
reachedgoal
 
==
 
true

        
reverse_path
(
goal
)

```

Обратный псевдокод.
```
reverse_path
(
node
)

    
(
g
,
 
parent
)
 
=
 
C
[
node
]

    
if
 
parent
 
!=
 
null

        
reverse_path
(
parent
)

    
print
 
node

```

## Эксперименты
При тестировании в сеточной среде, типичной для компьютерных игр, включая непроходимые препятствия, поиск по краям превзошёл A* примерно на 10—40 %, в зависимости от использования плиток или октилей. Возможные дальнейшие улучшения включают использование структуры данных, которая легче поддаётся кэшированию.

## Внешние ссылки
- Реализация Поиска по Краям на языке C от Хесуса Мануэля Магера Хойса https://github.com/pywirrarika/fringesearch